# Laigné-en-Belin
Laigné-en-Belin ist eine ehemalige französische Gemeinde mit 2269 Einwohnern (Stand: 1. Januar 2022) im Département Sarthe in der Region Pays de la Loire. Sie gehörte zum Arrondissement Le Mans. Die Bewohner werden Laignéens und Laignéennes genannt.
Der Erlass des Präfekten vom 16. September 2024 legte mit Wirkung zum 1. Januar 2025 die Eingliederung von Laigné-en-Belin zusammen mit der früheren Gemeinde Saint-Gervais-en-Belin ohne Status einer Commune déléguée zur Commune nouvelle Laigné-Saint-Gervais fest.

## Geografie

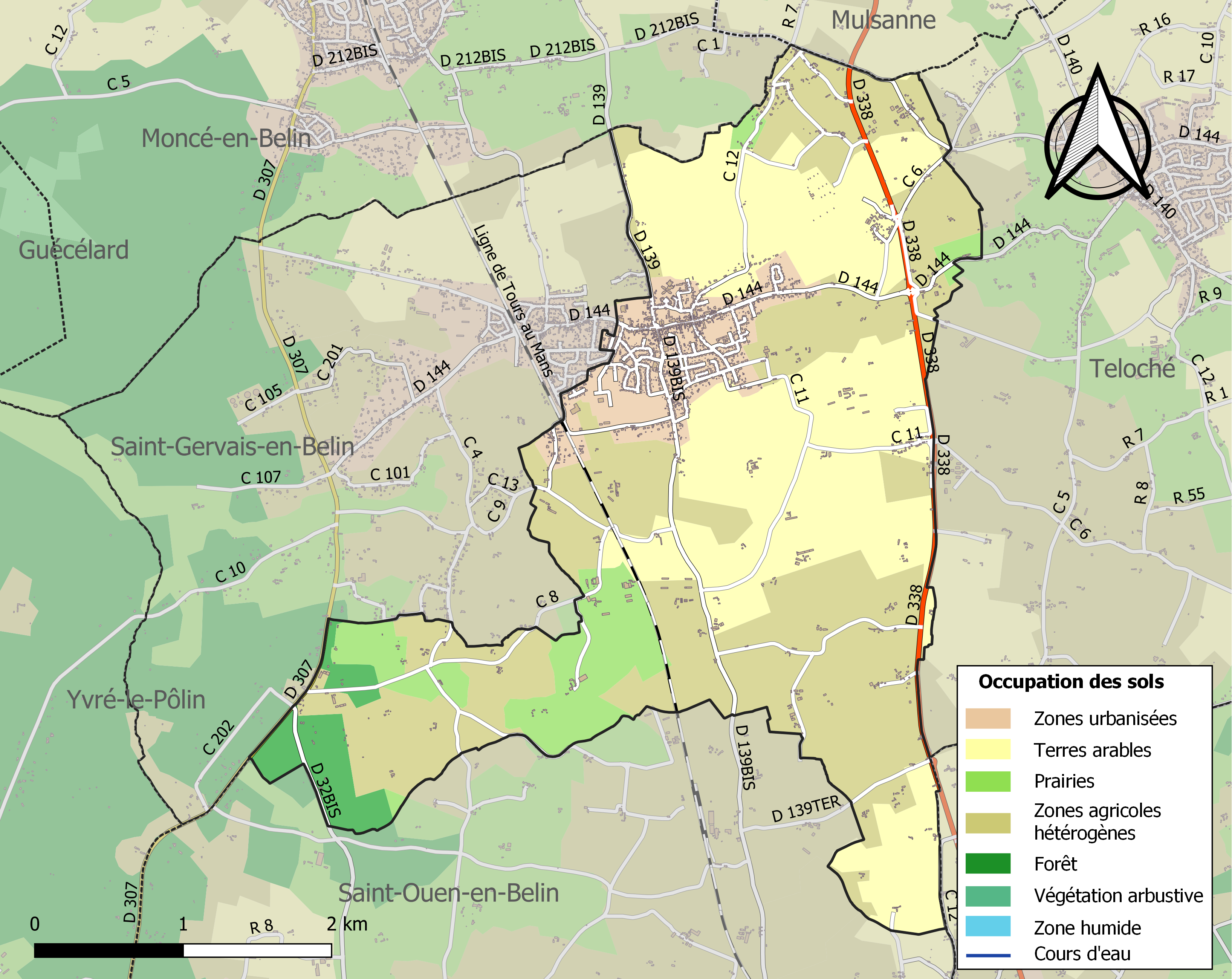
Bodennutzung und Infrastruktur von Laigné-en-Belin (2018)

Laigné-en-Belin liegt etwa 15 Kilometer südlich von Le Mans in der Landschaft Maine blanc der historischen Provinz Maine. Das Ortsgebiet wird entwässert vom zeitweise trockenfallenden Ruisseau de Lunérotte im Norden, vom Flüsschen Erips, vom Ruisseau de la Fuie im Süden sowie von kleineren Wasserläufen. Die Bebauung von Laigné-en-Belin geht fließend in den westlich angrenzenden Ortsteil Saint-Gervais-en-Belin über. Das Zentrum befindet sich auf einer Höhe von etwa 67 m. Das Relief des Ortsgebiets zeigt eine leichte Erhöhung des Niveaus von Nordwesten nach Osten und Süden mit einer maximalen Erhebung von 95 m im äußersten Südosten und einer minimalen Erhebung von 47 m im Nordwesten.
Rund 88 % der Fläche von Laigné-en-Belin werden landwirtschaftlich genutzt, rund 9 % entfallen auf bebaute Flächen, rund 4 % sind bewaldet, hauptsächlich im Südwesten mit einem kleinen Anteil am Bois de Saint-Hubert (Stand: 2018).
Umgeben wird Laigné-en-Belin von den Nachbargemeinden Mulsanne im Norden, Teloché im Osten, Écommoy im Südosten und Saint-Ouen-en-Belin im Süden, vom Ortsteil Saint-Gervais-en-Belin im Westen sowie der Nachbargemeinde Moncé-en-Belin im Nordwesten.

## Geschichte
Die Ursprünge von Laigné-en-Belin liegen sehr weit zurück und reichen bis in die Römerzeit zurück. Ein gewisser Latinus, ein römischer Adliger, soll sich dort mit seiner Familie niedergelassen und den Namen Latiniacus gegeben haben.
Anschließend wurde der Großteil der Ländereien der Grafschaft Belin und der Kastellanei von Vaux angegliedert. Die aufeinanderfolgenden Grafen von Belin, einige gut, andere despotisch, haben die Geschichte der Gemeinde tiefgreifend geprägt.

## Bevölkerungsentwicklung
| Jahr                       | 1962 | 1968 | 1975 | 1982 | 1990 | 1999 | 2006 | 2013 | 2020 |
| -------------------------- | ---- | ---- | ---- | ---- | ---- | ---- | ---- | ---- | ---- |
| Einwohner                  | 1027 | 1125 | 1363 | 1687 | 1754 | 1910 | 2145 | 2425 | 2297 |
| Quellen: Cassini und INSEE |      |      |      |      |      |      |      |      |      |

## Sehenswürdigkeiten
- Kirche Saint-Martin-de-Tours aus dem 12. Jahrhundert mit Umbauten aus dem 19. Jahrhundert
- Kapelle Sainte-Anne aus dem 12./13. Jahrhundert
- Bürgermeisteramt (Mairie) seit 1989, vormals Herrenhaus aus dem 16. Jahrhundert, nach 1927 Pfarrhaus
- Historische Hanföfen
- Arboretum des Quintes, ein fünf Hektar großes Arboretum

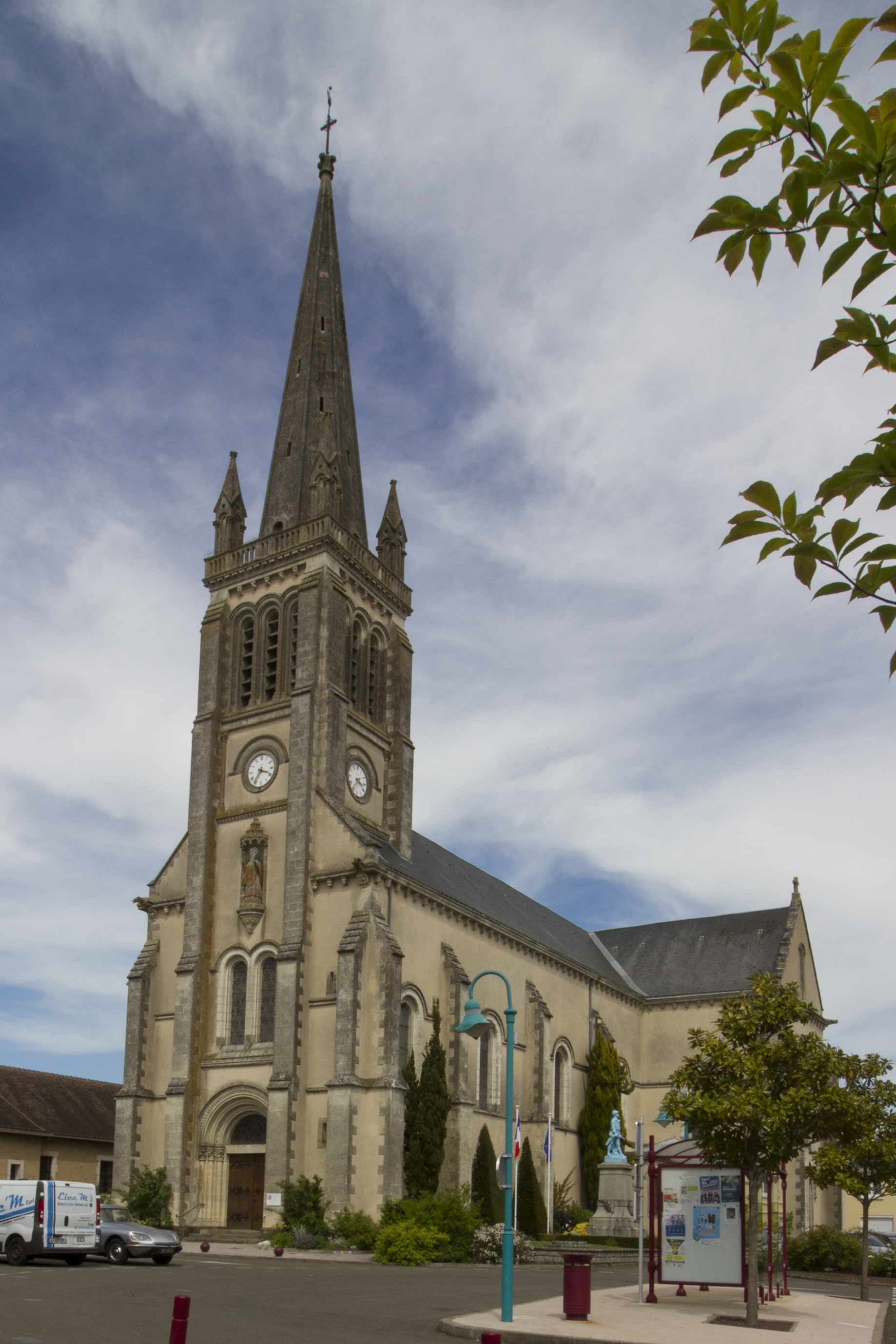
Kirche Saint-Martin-de-Tours
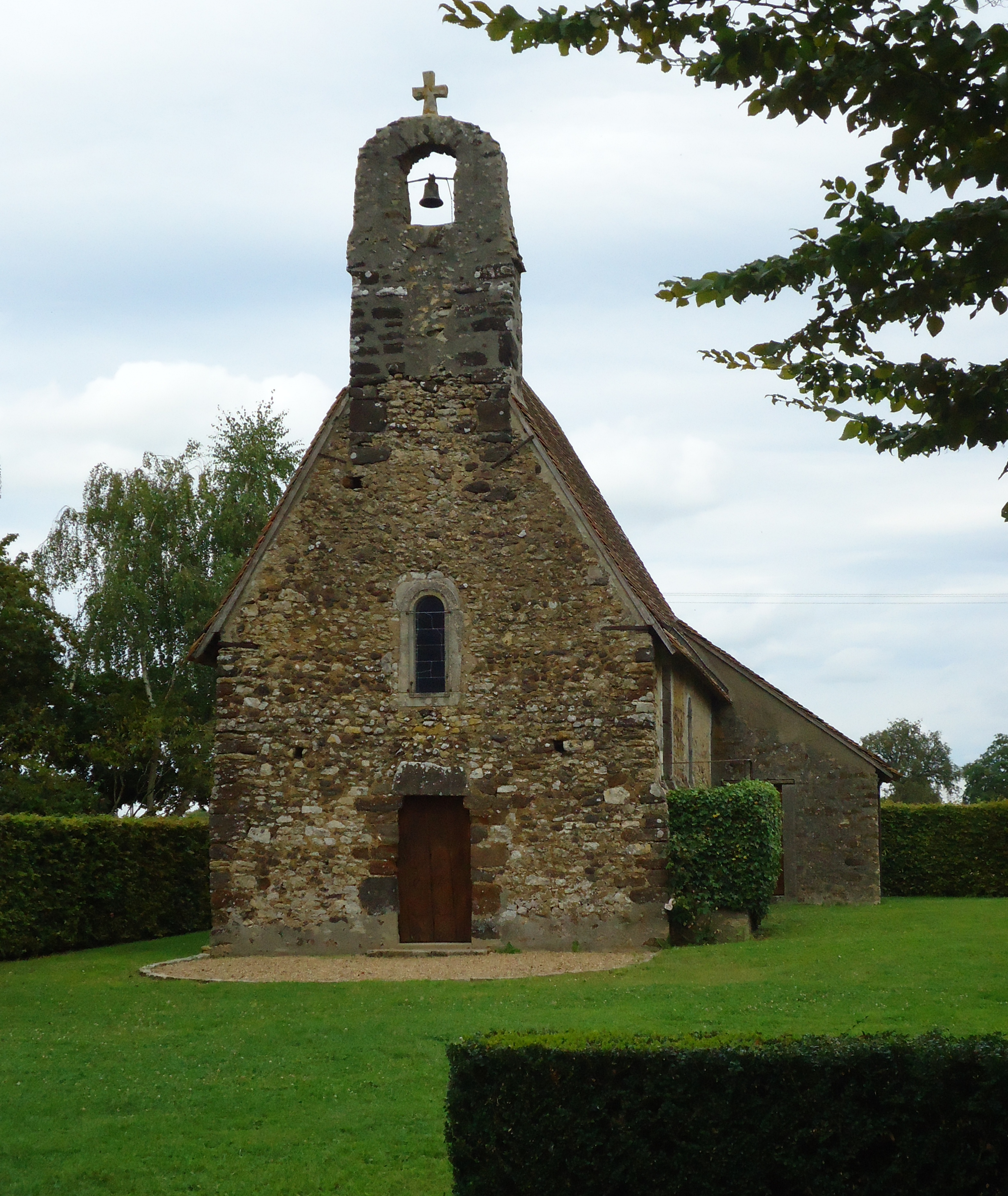
Kapelle Sainte-Anne

## Persönlichkeiten
- Basile Moreau (1799–1873), französischer Priester und Ordensgründer, geboren in Laigné-en-Belin
- Sébastien Bourdais (* 1979), französischer Rennfahrer, lebt in Laigné-en-Belin